# عبد الله الغذامي
عبد الله بن محمد بن عبد الله الغذامي من مواليد عام 1946 في عنيزة. أكاديمي وناقد أدبي وثقافي سعودي، وأستاذ النقد والنظرية في كلية الآداب، قسم اللغة العربية، بجامعة الملك سعود بالرياض. ومنح جائزة شخصية العام الثقافية من جائزة الشيخ زايد للكتاب عام 2022م تقديراً لجهوده المتميزة في ميدان النقد الثقافي ودراسات المرأة والشعر والفكر النقدي التي بدأت منذ منتصف الثمانينات وأحدثت  نقلة نوعية في الخطاب النقدي العربي.

## النشأة والتعلّم
```
ولد في 
مدينة عنيزة
 
بمنطقة القصيم
 عام 
1365هـ
/ 
1946م
. حصل على الشهادة الثانوية من المعهد العلمي بعنيزة عام 
1385هـ
/ 
1965م
، وحصل على الشهادة الجامعية في اللغة العربية من كلية اللغة العربية 
بجامعة الإمام محمد بن سعود الإسلامية
 في 
الرياض
 عام 
1389هـ
/
1969م
، ونال الدكتوراه من جامعة 
إكسترا
 عام 
1987م
.
[
7
]
 كنيته أبو غادة، ويُفضّل مناداته بها على لقب «
دكتور
».
```

## أبرز أعماله
- تميزت أعمال الغذامي بالتنوع، فهو صاحب مشروع في النقد الثقافي وآخر حول المرأة واللغة، وكان أول كتبه دراسة عن خصائص شعر حمزة شحاتة الألسنية، تحت اسم (الخطيئة والتكفير: من البنيوية إلى التشريحية). كان عضوا ثابتا في المماحكات الأدبية التي شهدتها الساحة السعودية، ونادي جدة الأدبي تحديدا في فترة الثمانينات بين الحداثيين والتقليديين.
- لديه كتاب أثار جدلاً يؤرخ للحداثة الثقافية في السعودية تحت اسم (حكاية الحداثة في المملكة العربية السعودية).
- يعد من الأصوات الأخلاقية في المشهد السعودي الثقافي، ويترواح خصومه من تقليديين كعوض القرني إلى حداثيين كسعد البازعي وأدونيس.
- يكتب مقالاً نقدياً في صحيفة الرياض منذ الثمانيات، وعمل نائباً للرئيس في النادي الأدبي والثقافي بجدة، حيث أسهم في صياغة المشروع الثقافي للنادي في المحاضرات والندوات والمؤتمرات ونشر الكتب والدوريات المتخصصة والترجمة.
- كتب محمد لافي اللويش عن جهود عبد الله الغذامي في النقد الثقافي بين التنظير والتطبيق في رسالة ماجستير عام 2008.
- في تاريخ 26-9-2011 بدأ عبد الله الغذامي في كتابة مقال أسبوعي في صحيفة سبق الإلكترونية [8]
- كتب زاوية (وهذا باب في التوريق) في صحيفة الجزيرة.[9]

### عضوياته
نظرًا للثقافة والخبرة الواسعة التي يتمتع بها الغذامي وخاصة في الحراك النقدي، فقد حرصت الكثير من الهيئات على الاستفادة من خبرته، ولذا كان لديه عدد من العضويات في كل من:
- عضو هيئة تحرير مجلة كلية الآداب والعلوم الإنسانية بين عامي 1401-1403هـ/1981-1983م.
- عضو هيئة التحرير لمجلة علامات الصادرة عن نادي جدة الأدبي بين عامي 1411-1418هـ.
- عضو هيئة تحريرمجلة كتابات معاصرة ببيروت منذ عام 1996م.
- عضو الهيئة الاستشارية لمجلة العلوم الإنسانية بكلية الآداب والتربية في جامعة البحرين منذ عام 1998م.
- عضو الهيئة الاستشارية لمشروع (كتاب في صحيفة) الصادر عن اليونسكو منذ عام 1997م.
- عضو الهيئة الاستشارية لجائزة الشيخ زايد للكتاب بأبو ظبي منذ تأسيسها عام 2006م وحتى اعتذاره عن العضوية عام 2010م.[10]

## الجوائزوالتكريم

### جوائز
1. حصل على جائزة مكتب التربية العربي لدول الخليج في العلوم الإنسانية عام 1985م، عن كتابه «الخطيئة والتكفير».[11]
2. حصل على جائزة مؤسسة العويس الثقافية في الدراسات النقدية، عام 1999م.[12]
3. تكريم (مؤسسة الفكر العربي) للإبداع النقدي، أكتوبر 2002 ـ القاهرة.
4. منح جائزة شخصية العام الثقافية من جائزة الشيخ زايد للكتاب عام 2022م.[6]

### تكريم
- في مارس 2024م خصصت جريدة «الجزيرة» ملفًا عن أ.د.عبدالله الغذامي وأعماله شارك فيه نخبة من المثقفين والأدباء والأكاديميين من داخل السعودية وخارجها.[13]
- في فبراير 2025م اختار مهرجان القرين الثقافي الغذامي ليكون "شخصية المهرجان للدورة الـ30 المقرر المقامة في الفترة من 3-12 فبراير.[14]

## المؤلفات
1. الخطيئة والتكفير، من البنيوية إلى التشريحية، النادي الأدبي الثقافي، جدة 1985، (الرياض 1989، طبعة ثانية) و (دار سعاد الصباح، الكويت / القاهرة، 1993 طبعة ثالثة) و (الهيئة المصرية العامة للكتاب 1997، طبعة رابعة).
2. تشريح النص، مقاربات تشريحية لنصوص شعرية معاصرة، دار الطليعة، بيروت 1987.
3. الصوت القديم الجديد، بحث في الجذور العربية لموسيقى الشعر الحديث، الهيئة المصرية العامة للكتاب، القاهرة 1987، و (دار الأرض، الرياض 1991، طبعة ثانية) و(مؤسسة اليمامة الصحفية، كتاب الرياض، الرياض 1999، طبعة ثالثة).
4. الموقف من الحداثة، دار البلاد، جدة 1987 (الرياض 1992، طبعة ثانية).
5. الكتابة ضد الكتابة، دار الآداب، بيروت 1991.
6. ثقافة الأسئلة، مقالات في النقد والنظرية، النادي الأدبي الثقافي، جدة 1992، و (دار سعاد الصباح، الكويت / القاهرة 1993، طبعة ثانية).
7. القصيدة والنص المضاد، المركز الثقافي العربي، بيروت / الدار البيضاء 1994.
8. رحلة إلى جمهورية النظرية، مقاربات لقراءة وجه أمريكا الثقافي الشركة السعودية للأبحاث، جدة 1994.
9. المشاكلة والاختلاف، قراءة في النظرية النقدية العربية وبحث في الشبيه المختلف، المركز الثقافي العربي، بيروت / الدار البيضاء 1994.
10. المرأة واللغة، المركز الثقافي العربي، بيروت / الدار البيضاء 1996 (طبعة ثانية 1997 عن الدار نفسها).
11. ثقافة الوهم، مقاربات عن المرأة واللغة والجسد، المركز الثقافي العربي، بيروت / الدار البيضاء 1998 (طبعة ثانية 2000).
12. حكاية سحارة، حكايات وأكاذيب، المركز الثقافي العربي، بيروت / الدار البيضاء 1999.
13. تأنيث القصيدة والقارئ المختلف، المركز الثقافي العربي، بيروت / الدار البيضاء 1999.
14. النقد الثقافي، مقدمة نظرية وقراءة في الأنساق الثقافية العربية، المركز الثقافي العربي، الدار البيضاء / بيروت 2000. (الطبعة الثانية 2001).
15. حكاية الحداثة في المملكة العربية السعودية، المركز الثقافي العربي، بيروت / الدار البيضاء 2004.
16. نقد ثقافي أم نقد أدبي (بالاشتراك مع عبد النبي اصطيف) دار الفكر، دمشق (حوارات لقرن جديد) 2004.
17. من الخيمة إلى الوطن، دار علي العمير، جدة 2004.
18. الثقافة التلفزيونية، سقوط النخبة وبروز الشعبي، المركز الثقافي العربي، بيروت / الدار البيضاء، 2004.
19. نقد ثقافي أم نقد أدبي: مع د.عبد النبي اصطيف ضمن سلسلة حوارات لقرن جديد (2004)
20. القبيلة والقبائلية أو هويات ما بعد الحداثة، المركز الثقافي العربي، الطبعة الأولى، 2009
21. الفقيه الفضائي، المركز الثقافي العربي،2011
22. اليد واللسان، القراءة والأمية ورأسمالية الثقافة، المجلة العربية،2011
23. الليبرالية الجديدة، أسئلة في الحرية والتفاوضية الثقافية، المركز الثقافي العربي، الدار البيضاء-المغرب 2012.
24. الجهنية: في لغة النساء وحكاياتهن، الانتشار العربي 2012.
25. ما بعد الصحوة: تحولات الخطاب من التفرد إلى التعدد. صدر عن المركز الثقافي العربي 2015.[15]
26. مقالات الدكتور عبد الله الغذامي (3 أجزاء). صدر عن مركز الرياض للمعلومات والدراسات الاستشارية (سلسلة أدباء ومفكرون)، 2015.[16]
27. ثقافة تويتر: حرية التعبير أو مسؤولية التعبير، المركز الثقافي العربي، 2016.
28. الجنوسة النسقية. صدر عن المركز الثقافي العربي 2018.[17]
29. وهذا باب في التوريق (الجزء الأول)، المركز الثقافي العربي 2018.[18][19]
30. السردية الحرجة: العقلانية أم الشعبوية. صدر عن المركز الثقافي العربي 2019.[20]
31. العقل المؤمن / العقل الملحد: كيف لعقول البشر أن تؤمن أو تلحد. صدر عن العبيكان للنشر 2020.[21]
32. القلب المؤمن: وهل يلحد القلب. 2020.[22]
33. مآلات الفلسفة: من الفلسفة إلى النظرية. صدر عام 2021.[23]
34. إشكالات النقد الثقافي: أسئلة في النظرية والتطبيق. صدر عن المركز الثقافي العربي 2023.[24]
35. اللابس والمتلبس: من أوراق أبي الطيب المتنبي. صدر عن المركز الثقافي العربي 2024.[25]
36. ماذا لو كنتُ مخطئاً؟. 2025.[26]

## الدراسات التي قدمت عن الغذامي
- «قراءة في مشروع الغذامي النقدي» لمجموعة من الباحثين، كتاب الرياض، 2002م
- «قرءة في الممارسة النقدية والثقافية عند الغذامي» لمجموعة من الباحثين، وزارة الثقافة والاعلام بالبحرين، دار الفارس
- «جدل الجمالي والفكري ـ قراءة في نظرية الإنساق المضمرة عند الغذامي» لمحمد بن لافي اللويش، النادي الأدبي بحائل ودار الانتشار العربي ببيروت، 2010م
- «التيارات النقدية الجديدة عند عبد الله الغذامي»، رسالة ماجستير، جامعة العقيد الحاج لخضر - باتنة-، الجزائر، وردة ملاح،2011م-2012م
- «أوهام الحداثوية: ثقوب في رواية عبد الله الغذامي لتجربة الحداثة السعودية». تأليف: عز الدين صغيرون. 2013.[27]
- كتاب «الغذامي بين مجايليه وتلاميذه» صدر عن نادي جدة الأدبي عام 2020م.[28]
- كتاب «أصداء تلقي الكتاب والمبدعين لفكر الدكتور عبد الله الغذامي» جمع وإعداد وترتيب: عبد العزيز النصافي ورحمة القرشي. صدر عن دار رشم، 2024م.[29]
- كتاب «أفق المعرفة النقدية وإستراتيجية المفهوم: من تأنيث القصيدة إلى القارئ المختلف» تأليف: رائدة العامري، 2024م.[30]

## مرضه
أعلن الدكتور عبد الله عام 2015م عبر حسابه الرسمي في تويتر عن إصابته بورم سرطاني وذلك بعد إجرائه لعملية استئصال للكلية اليمنى.

## وصلات خارجية
- عبد الله الغذامي على موقع أرشيف الشارخ.
- موقع الدكتور عبد الله الغذامي
- حساب الدكتور عبد الله الغذامي على تويتر